# Hercules R 200

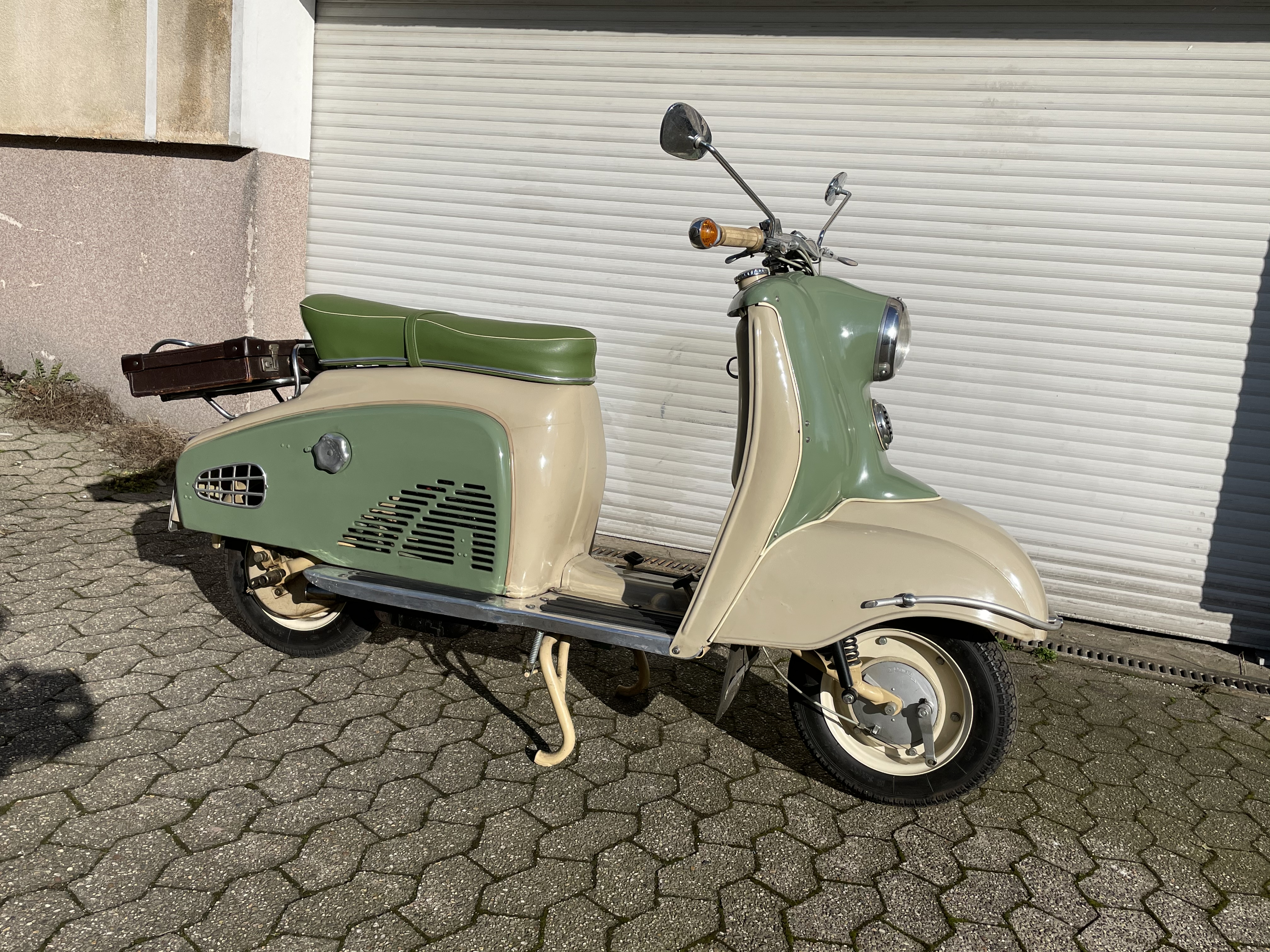
Ein Hercules R 200, Blinker nachträglich angebracht, restauriert

Der Hercules R 200 („R“ für Roller, „200“ für den Hubraum) ist ein Motorroller des deutschen Herstellers Hercules. Er zählt zu den Großrollern der Nachkriegszeit. Er wurde 1955 zum ersten Mal ausgeliefert und bis 1962 angeboten. Rund 4000 Stück wurden hergestellt. Im Ausland gab es Lizenzbauten. In Großbritannien hießen die Roller „Prior“ und „Kieft“. Er zeichnete sich durch seine Leistung und Stabilität aus. Hierzu trugen die Positionierung des Tanks vorne (bessere Gewichtsverteilung), die Steifigkeit (massives Mittelrohr des Einrohrrahmens), die Leistung (10,2 PS) und das Fahrwerk (Öldämpfer und Schraubenfedern mit Schwingen vorne und hinten) bei. Die Höchstgeschwindigkeit betrug 98,7 km/h. Nur wenige Exemplare blieben erhalten. Ursächlich hierfür sind möglicherweise Verwertungen der Roller als Ersatzteillager für den Messerschmitt KR 200, der sich mit dem R 200 den Motor teilt und sich wachsender Beliebtheit erfreut.
Zeitgenössische Berichte beschrieben das Fahren mit einem R 200 wie folgt:
„Dieser dritte Gang ist d e r Fahrgang für die Stadt. Er ist richtig auf den großen Alleen, um den kleinen Lloyd, den VW, den 180 D und den Lieferwagen zu fangen, auf den Hauptstraßen neben den Straßenbahnen schnell davon zu huschen und er langt auch, um mit dem Mädchen hinten drauf am Sonntagnachmittag mit Leerlaufgas die Kö hinunterzubummeln. So mit 20 und der Absicht, einen Blick in die Schaufenster zu tun.“

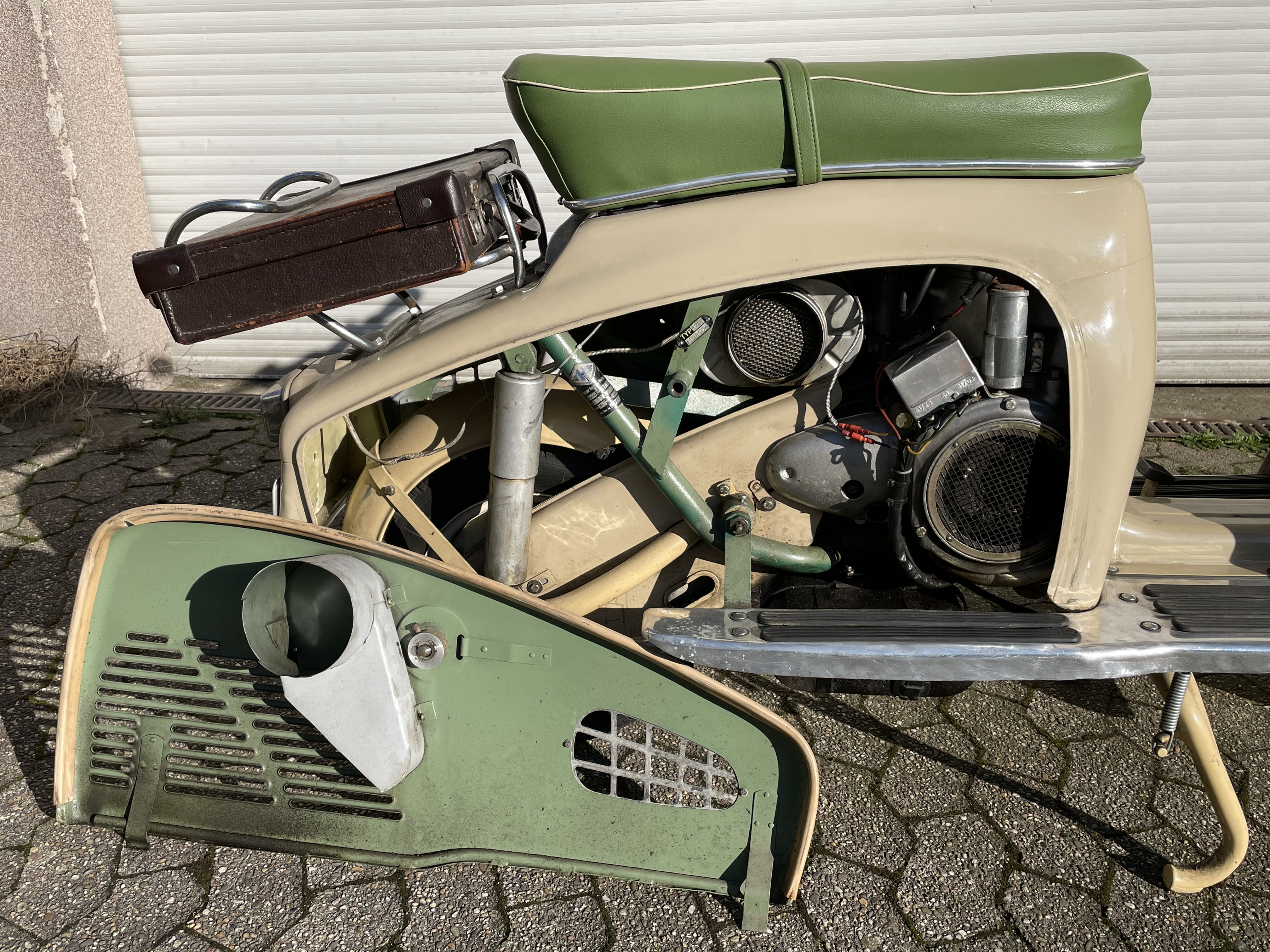

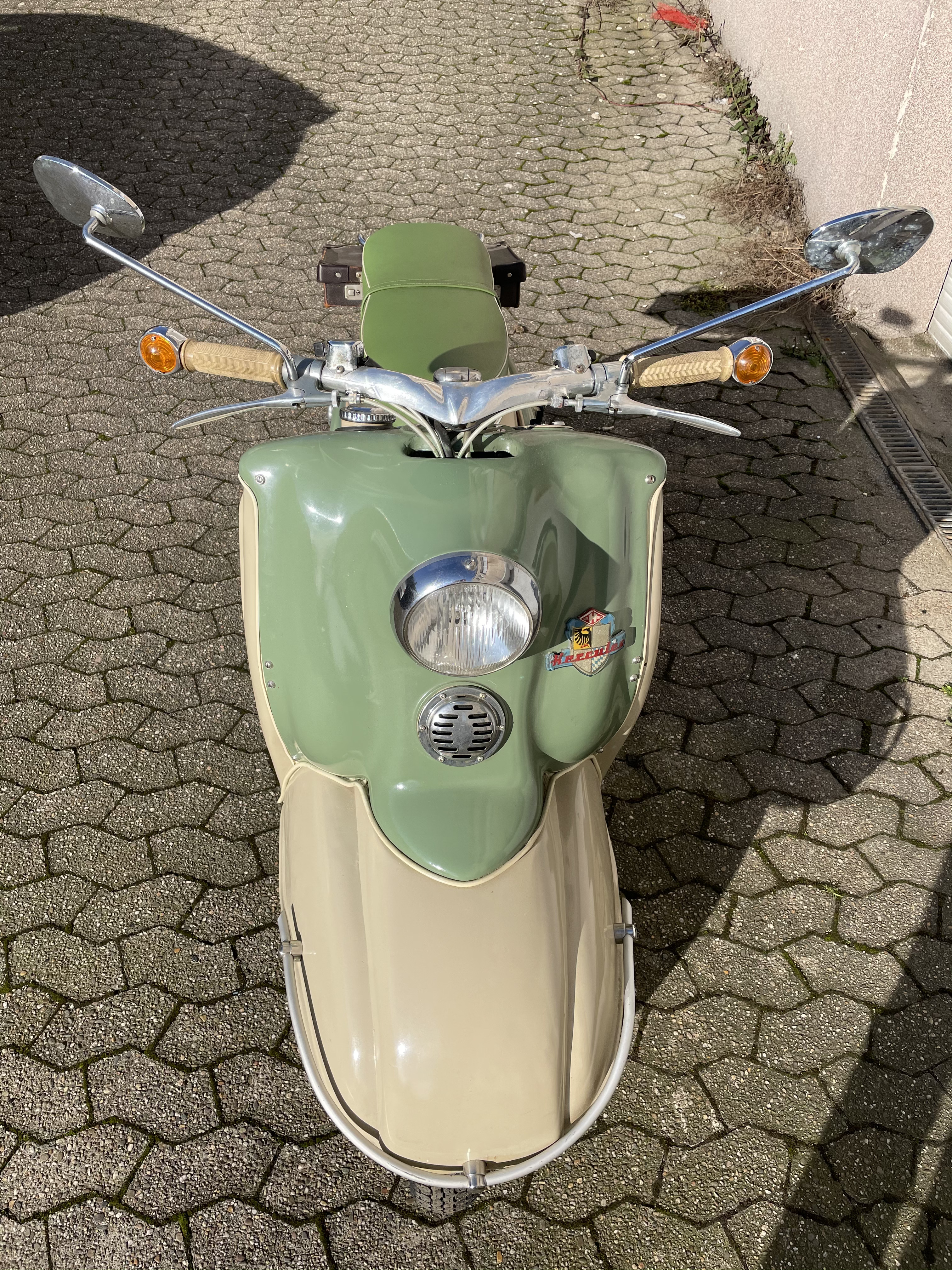

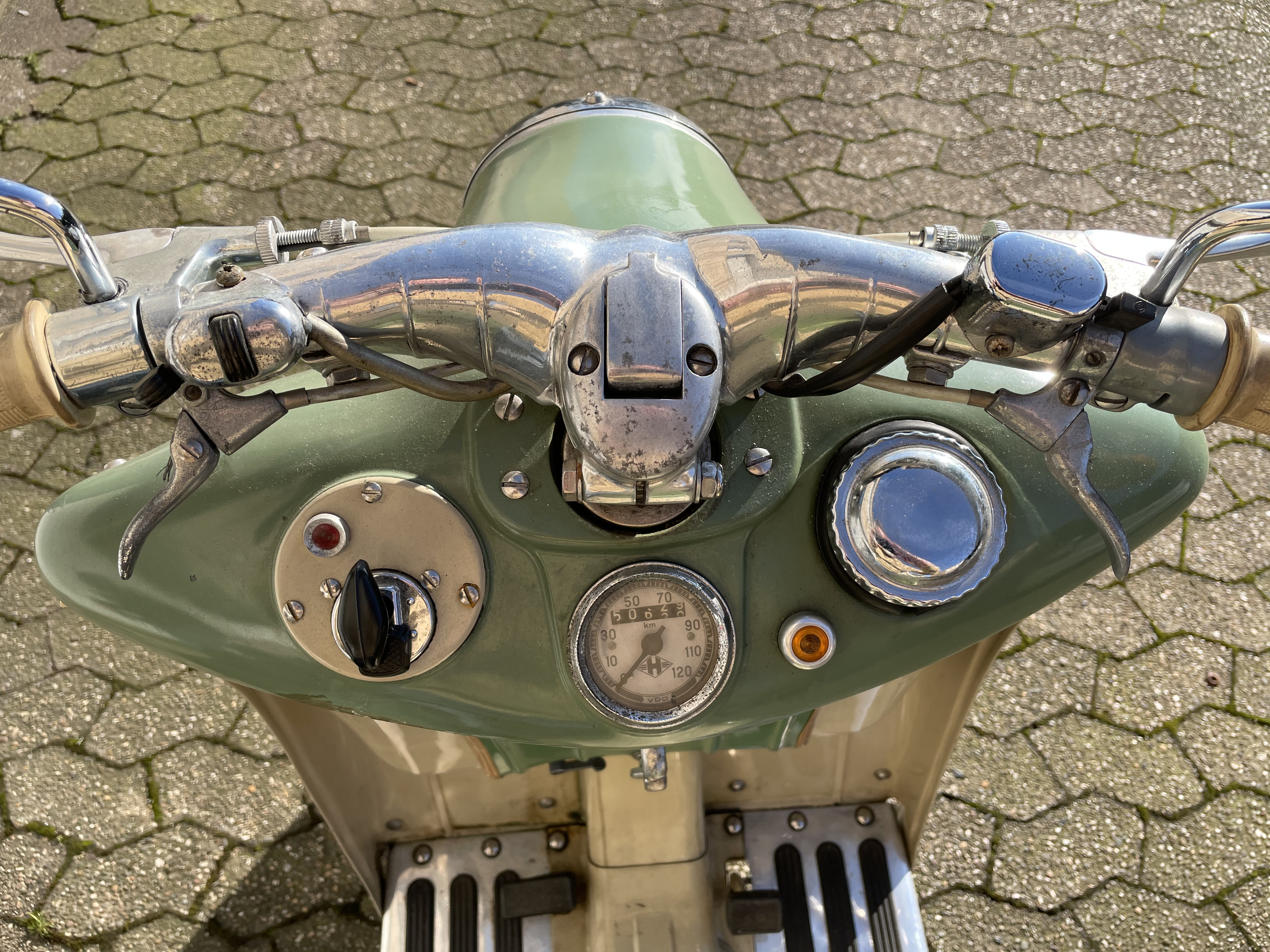
Rechts im Bild der Tankverschluss

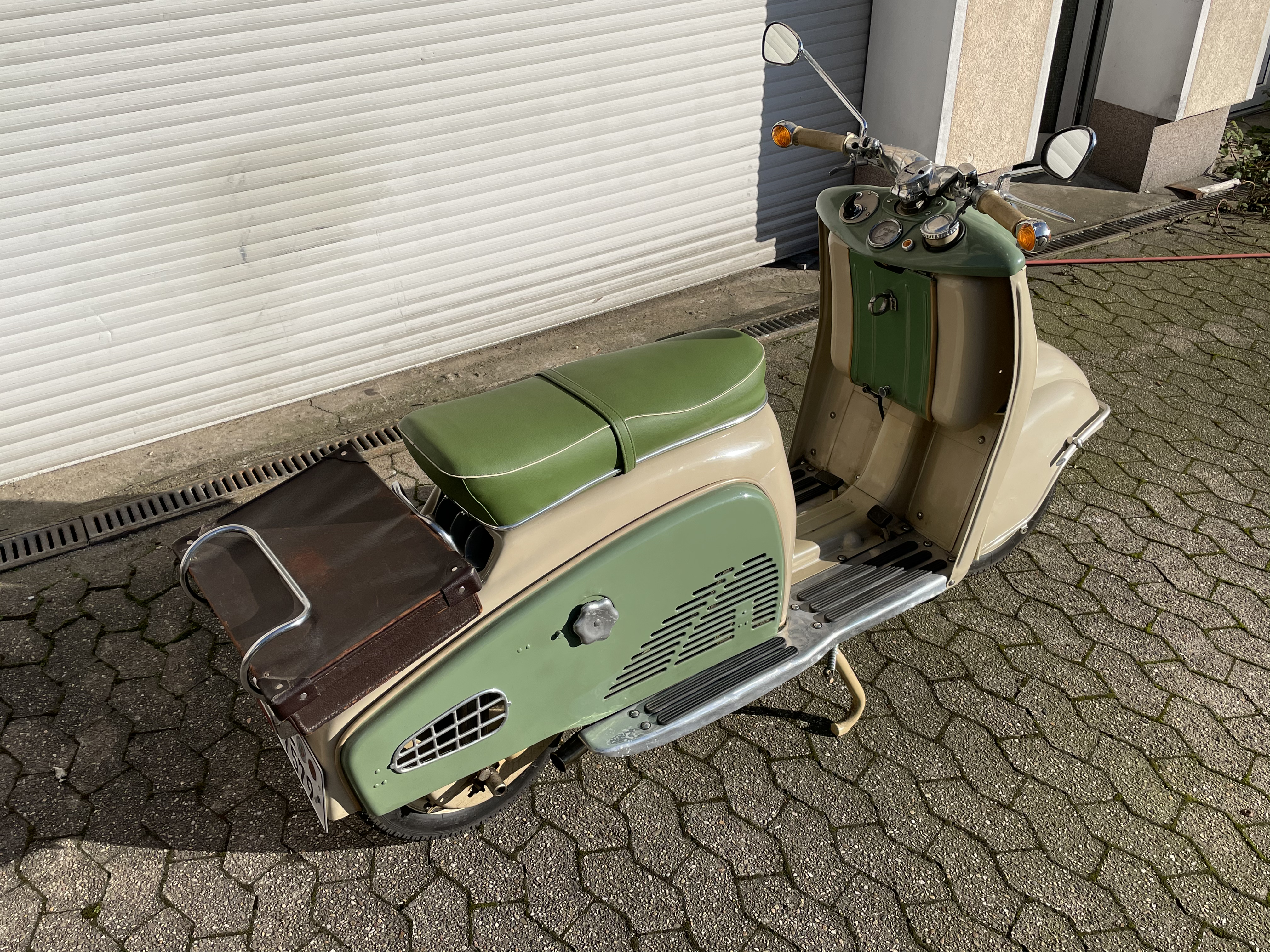

Weitgehend baugleich ist der Triumph Contessa der Nürnberger Triumphwerke, der einen eigenen Motor hat und nur bis 1956/57 gebaut wurde; er hat zusätzliche Kühlluftlöcher in den Seitenblechen. 
| Technische Daten   | Hercules R 200 |
| ------------------ | --- |
| Motor              | Einzylinder-Zweitaktmotor, Fichtel & Sachs |
| Hubraum            | 191 cm³ |
| Bohrung × Hub      | 65 × 58 mm |
| Leistung           | 10,2 PS bei 5250/min |
| Elektrik           | Siba/Bosch Dynastarter, 12 Volt, zwei Batterien à 6 V in Reihe |
| Getriebe           | Viergang, Fußschaltung mit Wippe, erster Gang (Übersetzung 18,66) bis 27 km/h, zweiter Gang (9,54) bis 45 km/h, dritter Gang (6,39) bis 80 km/h, vierter Gang (4,43) bis 98,6 km/h          |
| Rahmen             | Einrohrrahmen, Hauptständer, Seitenständer |
| Fahrwerk           | Schwinge vorne und hinten, hinten Federn mit integrierten Dämpfern, vorn Schraubenfedern und getrennte Dämpfer                                                                              |
| Maße               | Radstand 1350 mm, Länge 1910 mm, Breite 635 mm, Höhe 1015 mm |
| Gewicht            | 144 Kilogramm |
| Räder/Reifen       | 10 Zoll, 3,5 × 10 |
| Tank               | 11 Liter (2 Liter Reserve), zusammen mit den Batterien vorn in der Spritzwand vor der Steuerachse platziert, zweigeteilt                                                                    |
| Gewichtsverteilung | vorn 40 %, hinten 60 % |
| Bremsen            | Laut Hersteller Pränafa 150-mm-Innenbackenbremse (Trommel) vorn und hinten, effektive Bremsfläche 65 cm2, Breite der Bremsbeläge 25 mm Häufig fanden sich 140 mm Sachs-Naben und -Trommeln. |